# 青岛女子职业中等专业学校
36°04′33″N 120°19′23″E / 36.07583°N 120.32306°E

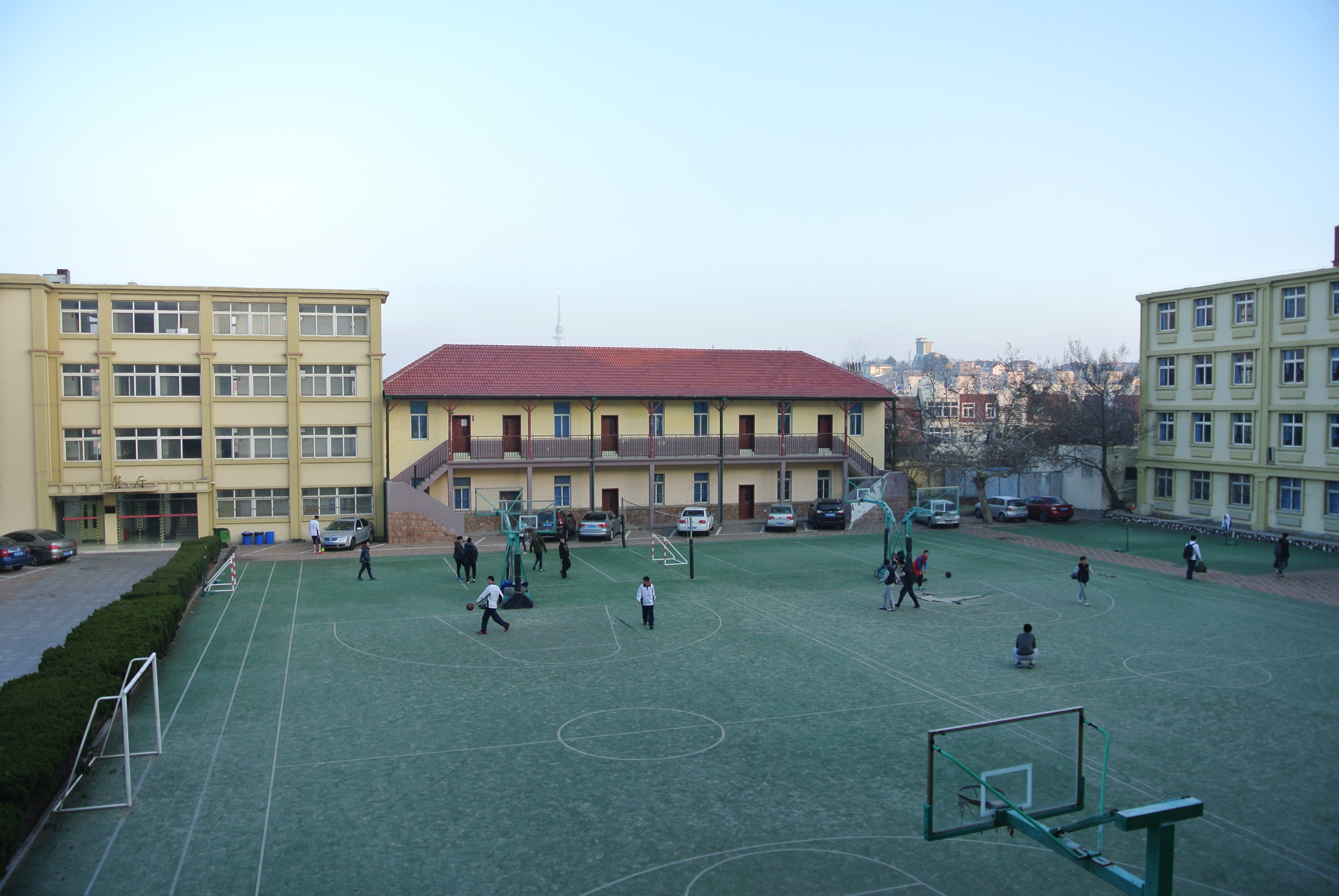
原青岛女专校园

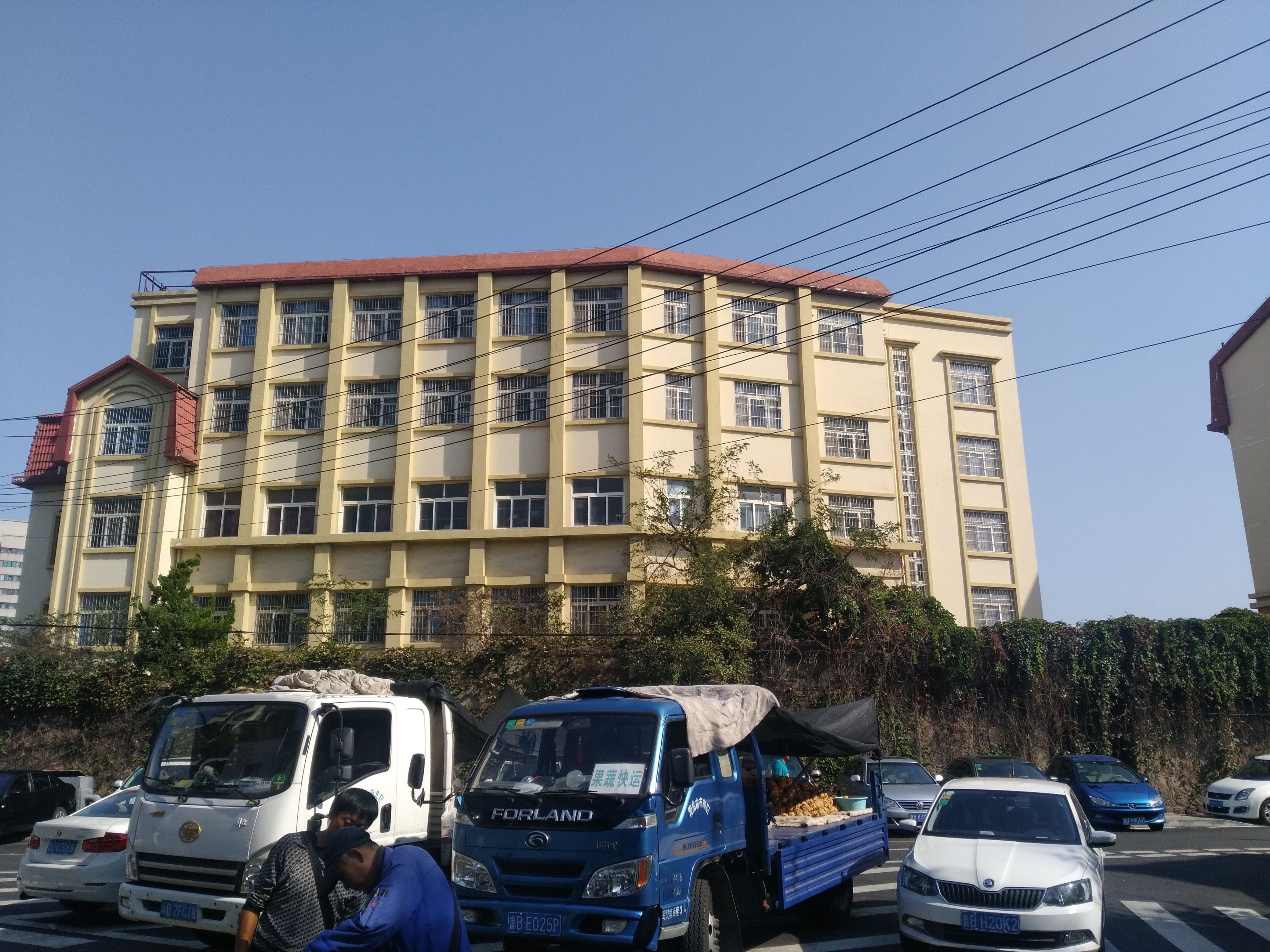
青岛九中南校区宿舍楼

青岛女子职业中等专业学校，简称青岛女专，位于中国山东省青岛市市北区济阳路8号，其前身为德国同善会于1905年创立的美懿书院，得名于传教士尉礼贤（Richard Wilhelm）之妻尉美懿（Salome Wilhelm, geb.Blumhardt）。1912年合并淑范女书院。1915年停办，1920年复校，命名为文德女中。第二次日占时期曾改为市立第三女子中学，日本投降后恢复。1950年代改名青岛第八中学，并改为男女合校制，1986年复为女子学校，更名为青岛女子职业中等专业学校。1998年并入青岛第十一中学，成为其女专部。2008年十一中高中部并入青岛第九中学（原卫礼贤创办的礼贤书院），女专部并入青岛艺术学校，原女专部校舍改为九中南校区。2016年九中高中部迁址前为学生宿舍、国际部所在地。